# Mr.Boo!天才とおバカ
『Mr.Boo!天才とおバカ』（原題：天才與白痴、英題：The Last Message）は、1975年の香港映画。日本では『Mr.BOO!』シリーズとして2013年にDVDで発売。

## あらすじ
「恒生精神病院」で働く李は女好きの看護士。阿添は金に目がなくとことん不真面目な雑役。ある日、この精神病院に乱暴者の鄭明が入院してくる。鄭明は宝の在処を知る重要な秘密を持つ人物だった。そして鄭明の宝の秘密を知った李と阿添は、その宝を頂戴しようと企むが、欲に目の眩んだ二人は鄭明に振り回されることになるのだった……。

## スタッフ
- 監督・脚本：マイケル・ホイ（許冠文）
- 製作：レイモンド・チョウ（鄒文懐）
- 音楽：サミュエル・ホイ（許冠傑）

## キャスト
| 役名             | 俳優                       |
| ---------------- | -------------------------- |
| 阿添             | マイケル・ホイ（許冠文）   |
| 李護士           | サミュエル・ホイ（許冠傑） |
| 鄭明             | ロイ・チャオ（喬宏）       |
| 酒店のウェイター | リッキー・ホイ（許冠英）   |
| 酒店の従業員     | ディーン・セキ（石天）     |

## 主題歌・挿入歌
- 主題歌〈天才與白痴〉歌：許冠傑
- 挿入歌〈天才白痴錢錢錢〉歌：許冠傑
- 挿入歌〈天才白痴夢〉歌：許冠傑
- 挿入歌〈天才白痴往日情〉歌：許冠傑

## 映画解説
精神病院に入院する患者の言動をギャグにしているためか、日本では劇場公開されず、 2013年にブルーレイBoxが出るまで長らく商品化やテレビ放映もされなかった。この作品は1975年の香港での興行1位を記録（外国映画を含めると『タワーリング・インフェルノ』に次いで2位）。
- DVD版 - 2013/7/12発売『Mr. BOO! ブルーレイBox-set [Blu-ray]』2013年12月に単品廉価版発売。
- 字幕翻訳 - 最上麻衣子